# CART World Series 1985
CART World Series 1985 vanns av Al Unser, efter en sensationell avslutning i Miami, där han vann titeln en poäng före sin son Al Unser Jr., som blev trea i racet, medan Unser Sr. tog den nödvändiga fjärdeplatsen. Det har aldrig hänt något liknande i en högt rankad motorsportserie.

## Delsegrare
| Datum        | Bana             | Vinnare               |
| ------------ | ---------------- | --------------------- |
| 14 april     | Long Beach       | Mario Andretti        |
| 26 maj       | Indianapolis 500 | Danny Sullivan        |
| 2 juni       | Milwaukee        | Mario Andretti        |
| 16 juni      | Portland         | Mario Andretti        |
| 30 juni      | Meadowlands      | Al Unser Jr.          |
| 7 juli       | Cleveland        | Al Unser Jr.          |
| 28 juli      | Michigan 500     | Emerson Fittipaldi    |
| 4 augusti    | Road America     | Jacques Villeneuve Sr |
| 18 augusti   | Pocono           | Rick Mears            |
| 1 september  | Mid-Ohio         | Bobby Rahal           |
| 8 september  | Sanair           | Johnny Rutherford     |
| 22 september | Michigan         | Bobby Rahal           |
| 6 oktober    | Laguna Seca      | Bobby Rahal           |
| 13 oktober   | Phoenix          | Al Unser              |
| 9 november   | Miami            | Danny Sullivan        |

## Slutställning
| Plats | Förare                 | Poäng |
| ----- | ---------------------- | ----- |
| 1     | Al Unser               | 151   |
| 2     | Al Unser Jr.           | 150   |
| 3     | Bobby Rahal            | 134   |
| 4     | Danny Sullivan         | 126   |
| 5     | Mario Andretti         | 126   |
| 6     | Emerson Fittipaldi     | 104   |
| 7     | Tom Sneva              | 66    |
| 8     | Jacques Villeneuve Sr. | 54    |
| 9     | Michael Andretti       | 53    |
| 10    | Rick Mears             | 51    |